# Коскуль

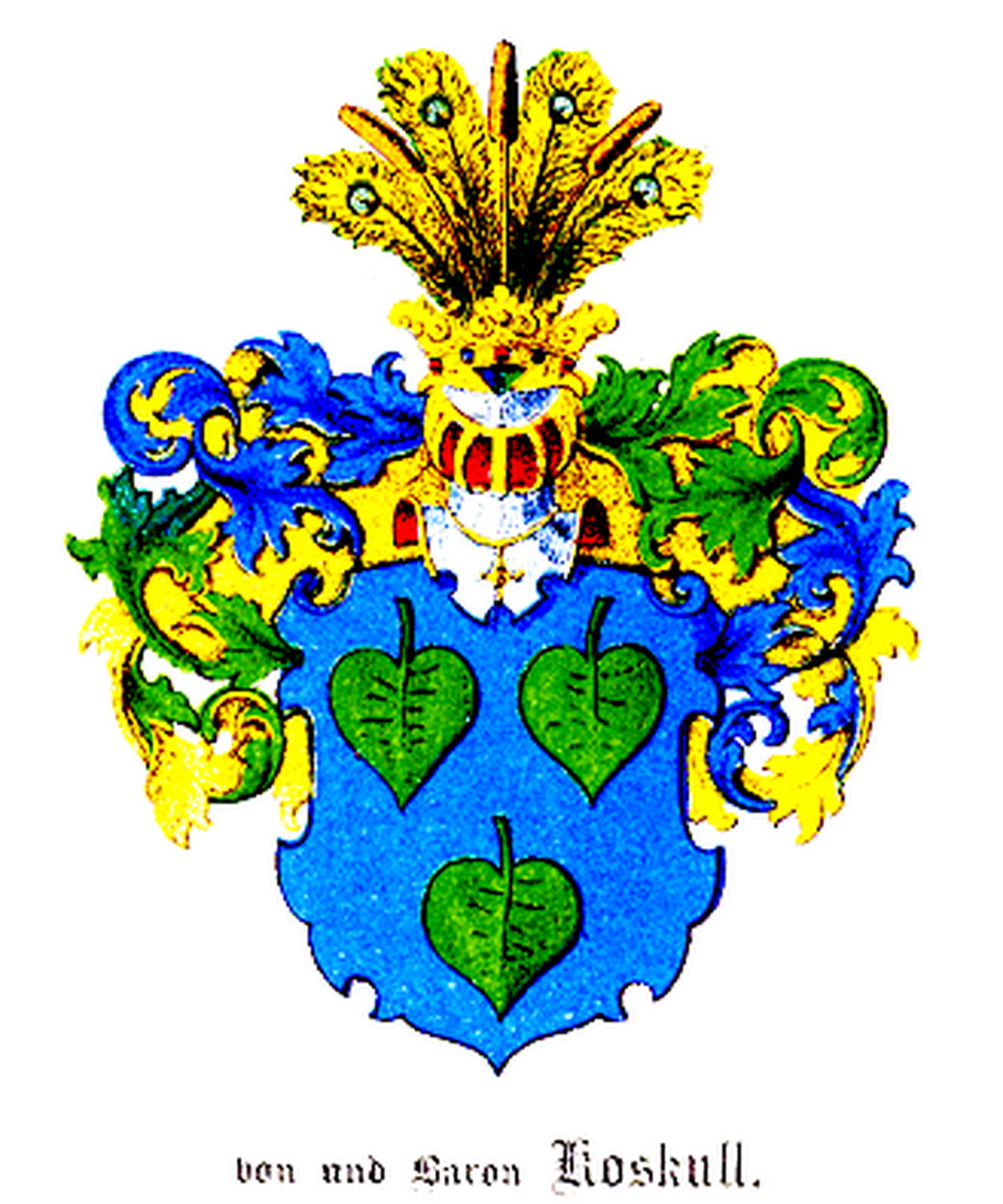
Вариант герба

Коскуль или Кошкуль (швед. Koskull) — русско-немецкий, прусский и шведский баронский род и графский род. 

## Происхождение и история рода
Рыцарь Андрей Коскуль упоминается уже в акте рижского архиепископа (1302). Две ветви рода Коскуль получили в XVIII веке баронский титул в Швеции. Курляндский дворянин Иосиф-Вильгельм Коскуль возведён (1803) в графское достоинство Римской империи (имперский граф).
Род внесён в родословные книги всех трёх остзейских (прибалтийских) губерний.
Высочайше утверждённым (05 мая 1897) мнением Государственного совета графу Николаю-Карлу-Эрнесту фон-Коскулю разрешено передать графский титул — барону Фридриху-Эрнесту-Александру фон-Коскулю, с ограничениями установленных в статьях 9-11 Закона. Т. IX издания (1876).

## Известные представители
- Кошкуль, Андерс Густав (1831—1904) — шведский художник-жанрист.
- Кошкуль, Йози фон (1898—1996) — русско-немецкая переводчица с русского языка.
- Кошкуль, Пётр Иванович (1786—1852) — русский военачальник, генерал-майор.
- Кошкуль, Фридрих Германович фон (1830—1886) — русский горный инженер и геолог.

## Описание герба
В червлёном с золотой каймой щите три золотых (два вверху, один внизу) листа морского растения.
Над щитом графская корона, на ней графский с дворянской короной шлем. Нашлемник: три червлёных страусовых пера между четырёх золотых колосков. На крайних колосьях золотые листья. Намёт: червлёный с золотом. Щитодержатели: льва золотых два с головами, повёрнутыми назад, с червлёными глазами и языками. Герб рода фон Коскуль, имеющих титул Священной Римской Империи графов внесён в Часть 17 Общего гербовника дворянских родов Всероссийской империи, стр. 9.
Таким гербом пользовались две известные в России фамилии из числа балтийских немцев: Коскули и фон дер Палены. Считалось, что они имеют общих предков, поэтому их гербы если и различаются, то незначительно — расцветкой.